# Claraeola robusta
Claraeola robusta är en tvåvingeart som först beskrevs av Kozanek, Suh och Kae Kyoung Kwon 2003.  Claraeola robusta ingår i släktet Claraeola och familjen ögonflugor.
Artens utbredningsområde är Sydkorea. Inga underarter finns listade i Catalogue of Life.